# جيف مارتن (مغني أمريكي)
جيف مارتن (بالإنجليزية: Jeff Martin)‏ هو مغني أمريكي، ولد في 9 نوفمبر 1957.

## وصلات خارجية
- جيف مارتن على موقع ميوزك برينز (الإنجليزية)
- جيف مارتن على موقع أول ميوزيك (الإنجليزية)
- جيف مارتن على موقع ديسكوغز (الإنجليزية)